# Безуха чесновница
Megophrys shapingensis е вид земноводно от семейство Megophryidae.

## Разпространение
Видът е разпространен в Китай.